# (96876) Andreamanna
(96876) Andreamanna est un astéroïde de la ceinture principale.

## Description
(96876) Andreamanna est un astéroïde de la ceinture principale. Il fut découvert le 7 octobre 1999 à Gnosca par Stefano Sposetti. Il présente une orbite caractérisée par un demi-grand axe de 2,55 UA, une excentricité de 0,01 et une inclinaison de 4,7° par rapport à l'écliptique.

## Compléments